# 懷亞特·克羅克特
懷亞特·克羅克特（英語：Wyatt Crockett；1983年1月24日—）是一位新西蘭橄欖球運動員。他是新西蘭國家橄欖球隊的一員，代表新西蘭參加了2015年世界盃橄欖球賽。